# Joe... cercati un posto per morire!
Joe... cercati un posto per morire! è un film del genere western all'italiana del 1968, diretto da Giuliano Carnimeo (accreditato come Anthony Ascott) con alcune sequenze dirette da Hugo Fregonese che fu anche il produttore del film.

## Trama
Liza Martin e Joe Collins, cercatori d'oro, vengono aggrediti dalla banda di Chato. Dopo averli neutralizzati, Joe rimane intrappolato da alcun massi precipitati dall'esplosione.